# Michael Fischer (Rechtswissenschaftler)
Michael Fischer ist ein deutscher Rechtswissenschaftler.

## Leben
Er promovierte von 1993 bis 1996 an der Universität Erlangen-Nürnberg. Von 1994 bis 2000 war er Akademischer Rat a. Z. bei Georg Crezelius an der Otto-Friedrich-Universität Bamberg. Nach der Habilitation 2000 in Erlangen-Nürnberg (Habilitationsschrift „Die Unentgeltlichkeit im Zivilrecht“) mit der Venia legendi für die Fächer Bürgerliches Recht, Steuerrecht sowie Handels- und Gesellschaftsrecht vertrat er einen Lehrstuhl an der Universität Erlangen-Nürnberg im Wintersemester 2000/2001 und im Sommersemester 2001. Im Wintersemester 2001/2002 vertrat er einen Lehrstuhl an der Universität Kiel und hatte einen Lehrauftrag für Internationales Steuerrecht an der Universität Halle-Wittenberg. Ab dem 1. Januar 2002 wurde er auf den C4-Lehrstuhl für Bürgerliches Recht, Handelsrecht, Wirtschaftsrecht und Steuerrecht in Kiel (Nachfolge Jürgen Sonnenschein) berufen. Am 1. August 2013 wurde er Nachfolger auf dem Lehrstuhl für Steuerrecht von Georg Crezelius.

## Schriften (Auswahl)
- Sacheinlagen im Gesellschafts- und Steuerrecht der GmbH. Herne 1997, ISBN 3-482-48181-4.
- Die Unentgeltlichkeit im Zivilrecht. Bonn 2002, ISBN 3-452-24979-4.
- als Herausgeber mit Armin Pahlke und Thomas Wachter: Haufe Erbschaft- und Schenkungsteuergesetz Kommentar. Freiburg im Breisgau 2017, ISBN 3-648-03990-3.
- als Herausgeber mit Klaus Vieweg: Wirtschaftsrecht. Grundlagen. Baden-Baden 2019, ISBN 3-8487-5560-2.